# Salvatore Tagliavia
Salvatore Tagliavia est un chef d'entreprise et homme politique italien, né à Palerme en juin 1869, mort le 13 avril 1965.
Riche entrepreneur, il est maire de Palerme durant la Première Guerre mondiale. Son héritage est lié à longue affaire judiciaire mêlant le clan Greco et la famille Gioia.

## Biographie

### Origines
Salvatore Tagliavia est le fils de Paolo, issu d'une famille de pêcheurs. Avec ses frères, Angelo et Filippo, issus des deux mariages de son père, Salvatore Tagliavia fonde une compagnie maritime et une agence d'assurance. Ces entreprises s'allient à des grandes sociétés siciliennes et italiennes, et des hommes politiques locaux, dont Empedocle Restivo et Andrea Finocchiaro Aprile.
Salvatore Tagliavia est également propriétaire foncier. Son domaine de Favarella, à Ciaculli, produit sur cinquante-six hectares des mandarines tardives, de l'huile d'olive, du blé et des citrons. Pour le gérer, le comte embauche Pidduzzu Greco, dit « u tenente » qui prend la tête du clan mafieux de Croceverde Giardini et étend son pouvoir à Ciaculli.

### Maire de Palerme
Après la chute du maire Girolamo Di Martino, le pacte des partis pour éviter la nomination d'un commissaire du gouvernement en élisant le 26 août 1914 une junte transitoire dirigée par le maire Vincenzo Di Salvo issu de la liste majoritaire de Nunzio Nasi et Renzo Barbera, ne tient qu'un mois. Élu sur la liste minoritaire libérale-nationaliste, Salvatore Tagliavia devient maire de Palerme le 26 octobre 1914, grâce à l'entremise de Raffaele Palizzolo, présent sur les deux listes opposées, et l'assentiment de Nasi et Barbera, qui espèrent que ce compromis permette de leur assurer une victoire aux prochaines législatives. Promis à un court mandat, Tagliavia reste pourtant maire pendant six ans à la tête d'une junte composée de huit conseillers de la Ligue populaire et six de l'Union, ainsi que le nationaliste Di Blasi, grâce à l'adoucissement de l'opposition dans le contexte du conflit mondial.
Tagliavia tente de réduire la dette de la ville, en difficulté financière depuis plusieurs années, mais le déclenchement de la Première Guerre mondiale réduit ses capacités d'actions. En septembre 1915, les travaux du deuxième tronçon de Via Roma commencent malgré tout. Dans cette période, le maire se concentre sur l'aide aux familles des soldats engagés, quitte à payer sur sa fortune personnelle des fournisseurs afin d'éviter une pénurie de pain et de pâtes. La municipalité obtient des prêts et des avances de trésorerie, et elle décide de céder à l'État le service de perception des droits, éliminant ainsi un repaire de clientélisme politico-mafieux.
Il est fait comte par le roi Victor-Emmanuel III, en 1918. Des émeutes contre le coût de la vie et le manque de farine éclatent en 1919. Il fait face aux attaques de l'opposition et à la démission des trois adjoints catholiques après les législatives de 1919 où la majorité municipale s'est déchirée entre partisans d'Orlando et soutiens de Restivo et de la liste ministérielle conduite par Andrea Finocchiaro Aprile comme le maire. Il lui est reproché une gestion solitaire et l'influence de personnalités controversées comme Renzo Barbera et Pietro Diliberto, qualifié de « mafieux » par le préfet. Il a également abandonné toute velléité de reprise en main des entreprises municipales et de rétablissement des comptes afin d'éviter des mesures impopulaires alors que certains fonctionnaires perçoivent leur salaire tout en étant rémunérés par d'autres administrations, et en vivant parfois à Milan et à Messine. Les salaires des employés de bureau absorbent 82 % des recettes réelles de la municipalité (46 % en 1914), puis 131 % en 1920.
Il démissionne le 26 mars 1920. Le chef de l'opposition, le chevalier Giuseppe Lanza di Scalea lui succède à la tête d'une junte de coalition, avec l'accord tacite du maire sortant, pour échapper au risque de la nomination d'un commissaire du gouvernement jusqu'aux élections générales du 7 novembre suivant. 
Pour le nouveau scrutin, les libéraux restent divisés malgré la crainte d'une minorité socialiste ou catholique. En dépit de l'accord sur la présence sur une liste commune de Tagliavia, l'union achoppe sur la présence voulue par ce dernier de figures proches de la mafia. La crainte suscitée par la manifestation populaire après l'assassinat du syndicaliste Giovanni Orcel ne les dissuadent pas de se présenter séparément. Tagliavia prend la tête de la Ligue démocratique qui comprend 34 conseillers sortants, dont Diliberto, mais pas Barbera, qui reste influent, ainsi que des anciens combattants et des nationalistes. Soutenue par « L’Ora » et par les employés municipaux, elle est accusée de collusion mafieuse et d'être soutenue par ceux qui tirent profit de la hausse des prix. En face, la liste de l'Unione Palermitana du prince de Trabia et du maire sortant Scalea est plus modérée, plus large et plus renouvelée. Elle obtient 54 de 80 sièges municipaux, la Ligue démocratique 26, ne laissant aucun élu au PSI et au PPI. Scalea est reconduit.
Tagliavia reprend la gestion de ses propriétés et de ses activités commerciales.

### Héritage

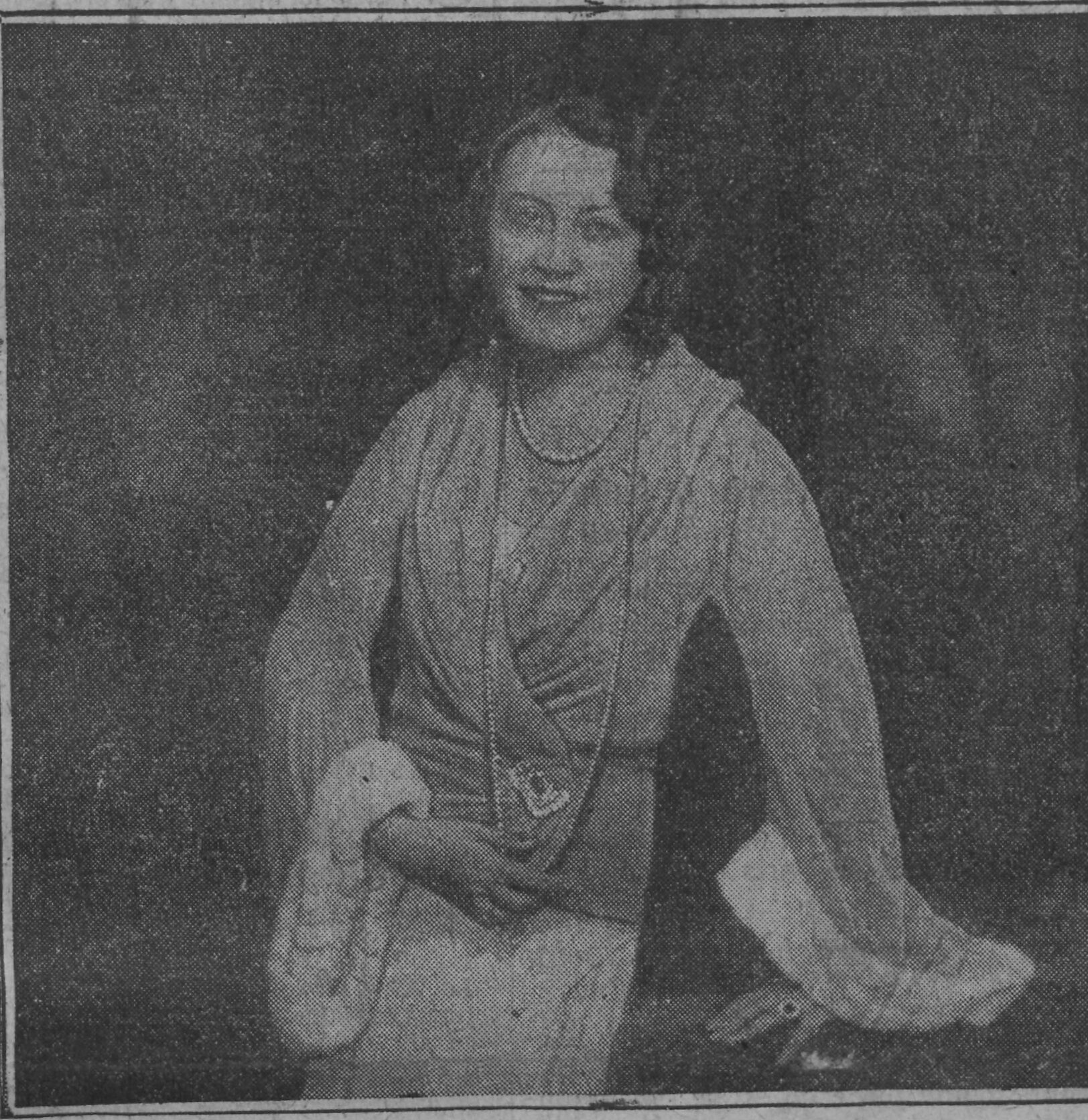
L'une de ses trois femmes, en 1931, à Aix-les-Bains.

Il se marie trois fois sans avoir de descendance. Il meurt à 96 ans.
Son héritage, d'une centaine de milliards de lires, comprenant trois villas liberty, de vastes terrains agricoles et des tableaux de maîtres, est l'objet d'une affaire judiciaire, « exemple classique de spoliation mafieuse » selon les juges Falcone et Borsellino. En effet, en 1974, 9 ans après sa mort, les héritiers confient l'ensemble de l'héritage à la Società alberghi e turismo (SAT), appartenant à la famille Tagliavia (40 %), à la Sailem des frères D'Agostino (20 %), au Sageco des frères Ranieri (20 %) et à la société Aladdin de la famille Gioia (20 %), et dont l'unique gérant est l'avocat Luigi Gioia, frère de l'homme fort de la Démocratie chrétienne sicilienne, Giovanni Gioia. Luigi Gioia, par un montage frauduleux de plusieurs structures, dépossédaient les héritiers de leurs revenus. Figurent parmi les nombreux biens, une splendide villa art nouveau entourée d'un grand parc dans la via Libertà, l'immeuble dans lequel vivait Piersanti Mattarella, un palais de la via Cavour qui abrite les bureaux de l'agence de voyage de la famille Tagliavia, des villas à Mondello, des fiefs de campagne comme Verbumcaudo, loués par Michele et Salvatore Greco, comme le fondo Favarella, grande plantation d'agrumes à Ciaculli, a abrité les activités mafieuses des Greco et les réunions de la Coupole de Cosa nostra.
Le dernier procès concernant l'héritage est ouvert en 1987 au sujet d'un palais de la via Cavour à Palerme, étant encore en attente de décision de la Cour de cassation en 2010. Finalement, il se clôt la même année par un accord entre les Tagliavia et les Greco, lesquels obtiennent de conserver un dixième de la propriété.